# 爪齒竹節蟲科

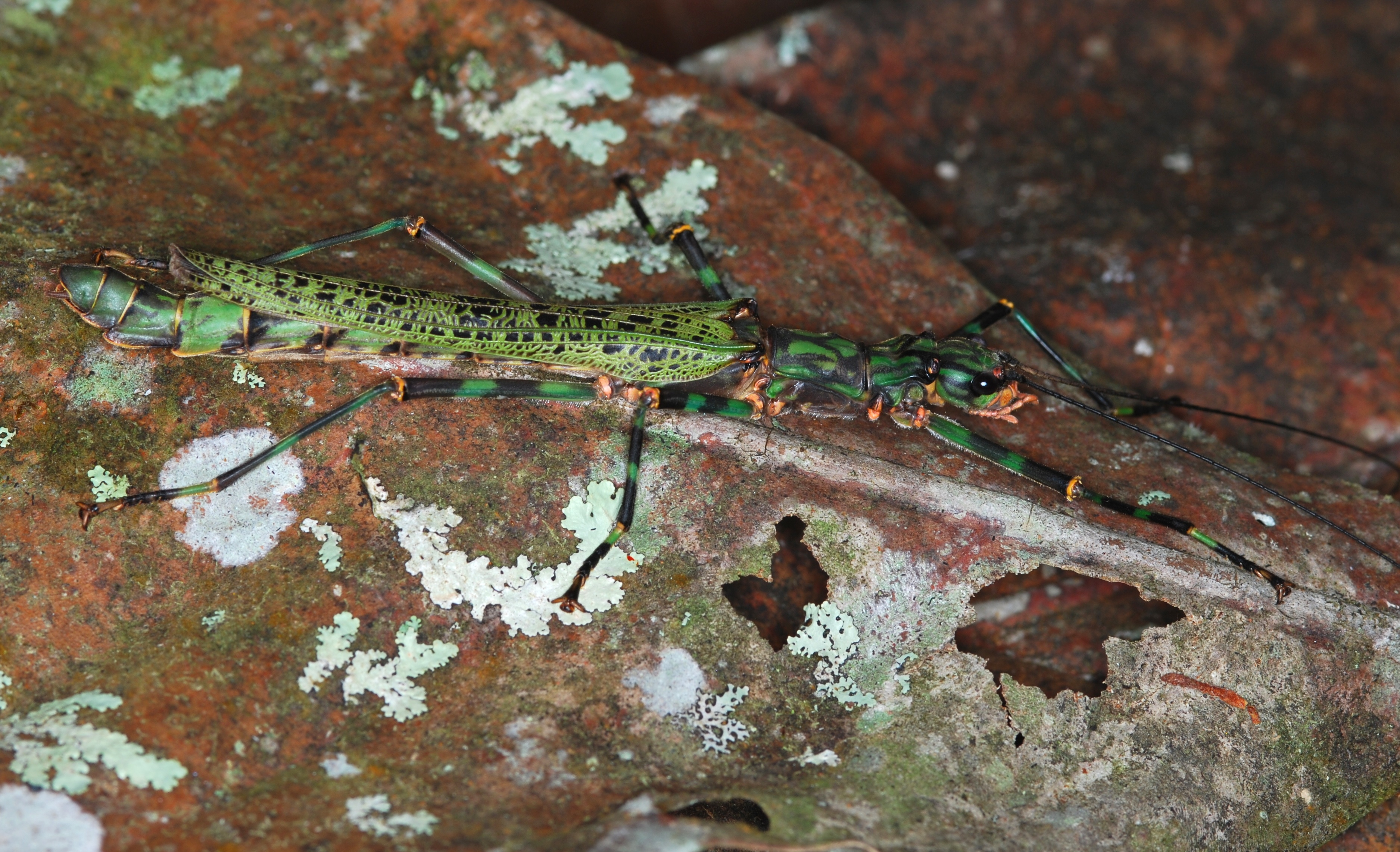
Aschiphasma annulipes，一種分布於東南亞的爪齒竹節蟲科物種

爪齒竹節蟲科，為竹節蟲目真䗛亞目脛窩下目底下的一個科，本科物種可以在印尼、馬來西亞、菲律賓、中國等地區發現。

## 分類
本科目前僅包含一亞科，其底下包含兩個族和。